# نيكولاس روبنسون
نيكولاس روبنسون (بالإنجليزية: Nicholas Robinson)‏ هو مؤلف ومؤرخ أيرلندي، ولد في 9 فبراير 1946 في أمستردام في هولندا.